# Bataille de Silva Arsia
La bataille de Silva Arsia fut une bataille opposant en 509 av. J.-C. les forces de la République romaine dirigées par les deux consuls Lucius Junius Brutus et Publius Valerius Publicola, à celles de la ville de Tarquinia et de la ville de Veies, menées par le roi déchu Tarquin le Superbe. Elle fait partie des tentatives de Tarquin le Superbe pour retrouver le trône de Rome. Cette bataille aux débuts de Rome se confond avec la légende.

## Contexte
En l'an 509 avant notre ère, la monarchie romaine et la domination des Étrusques viennent d'être renversées. Le roi déchu, Tarquin le Superbe, gagne le soutien de sa ville natale, Tarquinia, et de la cité de Veies.

## Déroulement de la bataille
Du côté des Romains, Publius Valerius Publicola commande l'infanterie, tandis que Lucius Junius Brutus commande la cavalerie. Du côté étrusque, l'infanterie est commandée par Tarquin en personne, et la cavalerie par son fils, Arruns.
Arruns, vit que Brutus était à la tête de la cavalerie. Les deux hommes (qui étaient cousins) se jetèrent l'un sur l'autre avec tellement de hargne qu'ils se seraient mutuellement tués. 
La bataille fut un moment indécise : chaque aile droite vainquit l'aile adverse. Ainsi les Tarquiniens vainquirent les Romains, mais les Veiens furent refoulés. Cependant, le triomphe de l'infanterie romaine scella le sort de la bataille.    

## Conséquences
Malgré la mort de Brutus, les Étrusques furent repoussés. Tarquin se sauva et son fils était mort. Publicola rentra à Rome et célébra un triomphe le 1er mars et organisa de magnifiques funérailles en la mémoire de Brutus.